# Condercum
Condercum byla římská pevnost, která ležela tam, kde se nachází Benwell, předměstí anglického města Newcastle. Byla jednou ze třinácti trvale obsazených pevností Hadriánova valu, v pořadí třetí na Hadriánově valu, po nejvýchodněji ležících pevnostech Segedunum (Wallsend) a Pons Aelius (Newcastle).
Stála na návrší tři kilometry na západ od města Newcastle. Severní část tohoto místa v moderní době pokrývá vodní plocha z viktoriánské doby a na jihu stojí obydlená čtvrť ze 30. let 20. století, proťatá silnicí A186 z Newcastlu do Carlisle, která sleduje linii starověkého Hadriánova valu.
V blízkosti pevnosti se mimo jiné dochovaly pozůstatky malého chrámu zasvěceného Antenociticovi.

## Popis pevnosti
Pevnost měřila 170 metrů v severojižním směru a 120 metrů od východu k západu. Její opevnění uzavíralo plochu o rozloze 2 hektary. Byly v něm tři brány vedoucí na sever, dále dvě boční brány (na východ a na západ), kterými procházela skrz pevnost římská vojenská silnice podél jižní strany Hadriánova valu. Poslední brána v opevnění poskytovala přístup k jihu.
V pevnosti sídlilo jezdectvo. Pevnost měla dům velitele, budovu velitelství, dvě sýpky, dílny, kasárny, stáje a nemocnici.

## Výstavba pevnosti a posádka
Z několika nápisů na zdech je známo, že opevnění této pevnosti postavili vojáci z druhé Augustovy legie (Legio II Augusta), pravděpodobně mezi lety 122 a 124. Vojáci z dvacáté legie (Legio XX Valeria Victrix) tam zřejmě na konci 2. století provedli další přístavby nebo opravy. Dvě sýpky však postavil oddíl odjinud, snad z nedaleké pevnosti Arbeia (dnes South Shields).

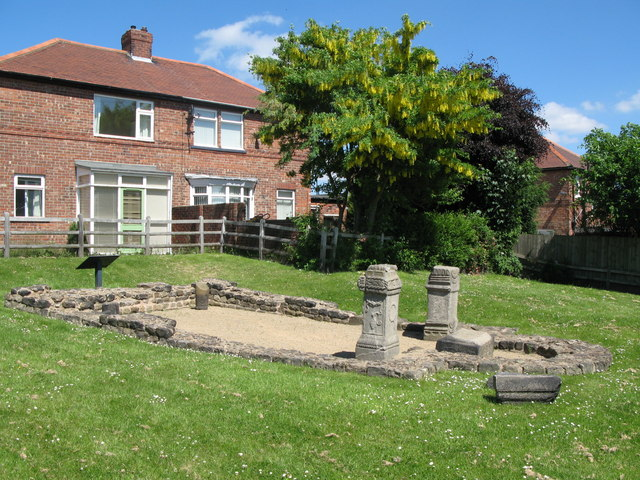
Chrám boha Antenocitica

V 2. století pevnost Condercum hájila první kohorta Vangionum Milliaria Equitata, což byl smíšený pěší a jezdecký oddíl z Horní Germánie. Mohl mít až jeden tisíc mužů, ale v pevnosti jich pravděpodobně byla jen polovina tohoto počtu. Dále se předpokládá, že v letech 205 až 367 byla v pevnosti usazena pětisetčlenná pomocná jednotka kavalérie (Ala I Hispanorum Asturum), z kmene Asturů ze severního Španělska.

## Archeologické výzkumy
Vykopávky, které probíhaly ve 20. a 30. letech 20. století, ukázaly, že pevnost pravděpodobně vybudovali v roce 122. Nalezená keramika z 2. století napovídá, že pevnost byla v té době přestavována. K dalším nálezům z této lokality patří oltáře zasvěcené bohům, brože či stříbrná lžíce.

## Jiné stavby
V blízkosti pevnosti byly nalezeny pozůstatky dalších tří starověkých římských staveb: jde o Antenociticův chrám, lázně a mansio. U Hadriánova valu je jedinečně dochovaný také přechod přes opevnění.

### Vicus
Existují důkazy, že u pevnosti ve starověku vyrostla civilní osada (vicus), směrem na sever a na jih.

### Chrám boha Antenocitica
Necelých sto metrů na východ od pevnosti lze spatřit pozůstatky Antenociticova chrámu. Byly objeveny v roce 1862, měří 4,6 m od východu na západ a 6,1 m od severu k jihu. Na jižním konci má prodlouženou apsidu, v níž pravděpodobně stála socha tohoto boha v životní velikosti, soudě podle nalezené hlavy a částí paže a nohy s odpovídajícími rozměry. Jde o nejslavnější nález z tohoto chrámu. Socha mladého boha s keltským ozdobným nákrčníkem je syntézou klasických a jiných stylových prvků.

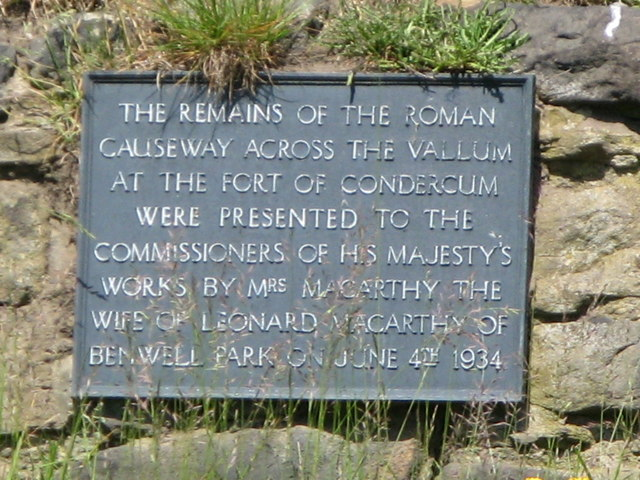
Deska u přechodu přes vallum v Benwellu

Bylo nalezeno několik oltářních kamenů; tři oltáře věnované Antenociticovi, další byly zasvěceny místním keltským bohům ("tři lamiae"). Protože Antenociticus není zmiňován nikde jinde na území Římské říše, jedná se jistě o místní, keltské božstvo.
V chrámu byly také vykopány mince, ta nejmladší pochází z doby vlády císaře Marca Aurelia (161-180). Stavbu zřejmě zbořili nepřátelé ke konci 2. století. Bylo v ní nalezeno jen pět čitelných mincí, proto datum zničení není jisté.

### Lázně

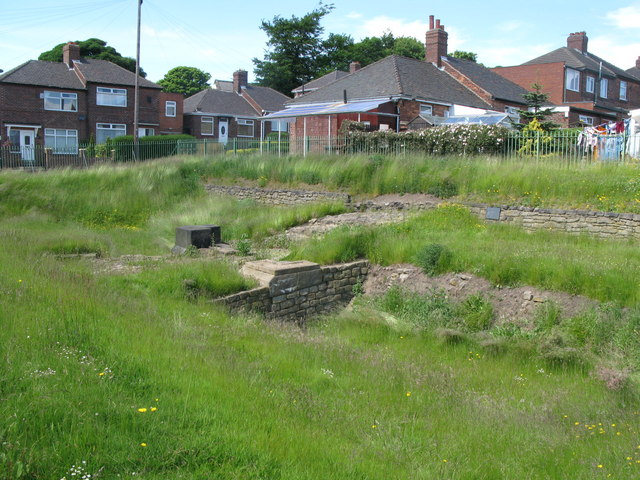
Přechod přes vallum v Benwellu

Tři sta metrů na jihozápad od pevnosti byly v roce 1751 objeveny lázně. Budova měla několik místností, pravděpodobně s nádržemi s teplou a studenou vodou a šatnami, jaké se v podobných lázních obvykle nacházejí.

### Mansio
Jižně od hradeb byla nalezena třetí stavba. Jednalo se o velkou obytnou budovu, pravděpodobně mansio, která sloužila při služebních cestách jako ubytovací hostinec.

### Vallum
Jižně od pevnosti je jediné místo po celé délce Hadriánova valu, kde lze vidět pozůstatky přechodu přes vallum, mohutný a hluboký příkop vybudovaný s cílem chránit tamní vojenskou zónu z jižní strany. Přechod měl původně měl ozdobný oblouk.